# 820 Fifth Avenue
820 Fifth Avenue es una cooperativa de lujo ubicada en la esquina noreste de la Quinta Avenida y la calle 63 Este en el Upper East Side de Manhattan, Nueva York (Estados Unidos).

## Diseño y apartamentos
El palacio neorrenacentista italiano revestido de piedra caliza de 12 pisos es uno de los edificios de apartamentos más caros y exclusivos de la ciudad. Fue diseñado por Starrett & van Vleck y construido por Fred T. Ley en 1916. El terreno sobre el que se construyó fue ocupado anteriormente por el Progress Club. La fachada era de 30,6 m en la Quinta Avenida y 30,5 m en la calle 63. El costo de construcción fue de 1 millón de dólares, sin incluir el terreno (que costó otro millón).
El edificio consta de 12 apartamentos. Hay diez apartamentos que son de piso completo. Estos apartamentos son lujosos en escala, cada uno contiene aproximadamente 600 m². Los dos pisos inferiores constan de dos dúplex dúplex, uno de 650 m² cuadrados y el otro de 420 m². También hay un apartamento del superintendente en el primer piso, aproximadamente 750 SF. Todos los apartamentos cuentan con pisos de mármol y chimeneas en todas las habitaciones principales. Las paredes exteriores tienen dos pies y medio de espesor y la altura del techo es de 3,35 m. Todas las salas públicas dan a Central Park y se accede a ellas a través de la galería de 13 m de largo. Los cinco dormitorios que se encuentran en cada apartamento tienen ventanas en la calle 63 y las numerosas habitaciones para el servicio (generalmente 7) están en la parte trasera.
La fachada está dividida en cinco secciones por cuatro hiladas y los centros de las fachadas este y sur cuentan con balcones con balaustradas.

## Cooperativa y comodidades
Originalmente un alquiler, 820 Fifth Avenue se convirtió en una cooperativa en 1949. Hay 2 apartamentos dúplex dúplex en el primer y segundo piso, y 10 apartamentos de piso completo en cada uno de los pisos 3 al 12. Los compradores potenciales deben pagar completamente en efectivo. No se permite financiación hipotecaria. La junta cooperativa requiere que los compradores potenciales posean activos líquidos diez veces el valor del apartamento que desean comprar.
El edificio cuenta con un salón para choferes en la planta baja y un área de espera privada y cerrada en la parte trasera para los autos. Otras características incluyen el paisajismo de las aceras, incluidos los árboles de magnolia, y una entrada con dosel flanqueada por linternas de bronce.
Las comodidades incluyen porteros de tiempo completo, conserjería, operadores de ascensores, salas de lavandería y almacenamiento en el sótano y salas de almacenamiento en el techo que a veces se utilizan como cuartos de servicio, ya que incluyen baños y pequeñas instalaciones de cocina. Cada apartamento también tiene una amplia bodega privada en el sótano, que puede acomodar miles de botellas.
Cada uno de los diez apartamentos de piso completo tiene tres ascensores privados que se abren directamente al apartamento; Un elevador de pasajeros regular, un elevador de "fiesta" para mover grupos de invitados dentro y fuera rápidamente, y un elevador de "servicio" de carga más grande que se abre hacia el Salón de Sirvientes. El elevador de servicio es para mover muebles, equipaje, entrega de paquetes y flores, comestibles y suministros de catering, y para el servicio doméstico, a quienes no se les permite usar el elevador de pasajeros regular.
820 Fifth Avenue es conocido por rechazar incluso a posibles compradores muy ricos, incluidos algunos multimillonarios.
Estos apartamentos rara vez cambian de manos y, cuando lo hacen, suelen tener precios superiores a los 40 millones de dólares.